# Heidenlöcher
Pour plus de détails, voir Fiche technique et Distribution.
Heidenlöcher est un film autrichien réalisé par Wolfram Paulus, sorti en 1986.

## Fiche technique
- Titre : Heidenlöcher
- Réalisation : Wolfram Paulus
- Scénario : Wolfram Paulus
- Musique : Bert Breit
- Photographie : Wolfgang Simon
- Montage : Wolfram Paulus
- Production : Peter Voiss et Axel von Hahn
- Société de production : Marwo-Film et Voissfilm
- Pays :  Autriche et  Allemagne de l'Ouest
- Genre : Drame et guerre
- Durée : 100 minutes
- Dates de sortie : 
  -  Allemagne de l'Ouest : 15 février 1986 (Berlinale)

## Distribution
- Florian Pircher : Santner
- Albert Paulus : Ruap
- Helmut Vogel : Jacek
- Matthias Aichhorn : Dürlinger
- Maria Aichhorn : Mme. Dürlinger
- Gerta Rettenwender : Mme. Santner
- Joanna Madej : Agnes
- Doris Kreer : Lisabeth
- Hubsi Aichhorn : Festl
- Darius Polanski : Staschek
- Piotr Firackiewicz : Kowal

## Distinctions
Le film a été présenté en sélection officielle en compétition lors de Berlinale 1986.